# SD Huesca
SD Huesca (celým názvem: Sociedad Deportiva Huesca, S.A.D.) je španělský fotbalový klub, který sídlí ve městě Huesca v autonomním společenství Aragonie. Od sezóny 2019/20 hraje v Segunda División (druhá nejvyšší soutěž ve Španělsku). Klubové barvy jsou modrá a červená.
Fotbal v Huesce se začal hrát poprvé v roce 1910, kdy byl založen tým Huesca CF. Ten ovšem zanikl o šestnáct let později. Novým fotbalovým klubem ve městě se tak stal Unión Deportiva Huesca, který hrál v letech 1950–1953 ve druhé nejvyšší soutěži. Zanikl v roce 1956. Současný klub byl založen v roce 1960 a hned v první sezóně zvítězil v aragonské regionální soutěži. Do druhé nejvyšší soutěže se dostal poprvé v sezóně 2008/09, kdy skončil na celkovém jedenáctém místě.
Historický postup o patro výše přišel v roce 2018, kdy se v Segundě División umístil na druhém místě a postoupil tak poprvé v historii do La Ligy. S nejnižším rozpočtem mezi ligovými konkurenty, zahájil klub sezónu v Eibaru, kde zvítězil poměrem 2:1 nad tamějším Sociedad Deportiva. Třetí zápas v lize byl odehrán na slavném barcelonském trávníku v Camp Nou, kde Huesca podlehla slavné Barceloně poměrem 2:8.
Své domácí zápasy odehrává na Estadio El Alcoraz s kapacitou 5 500 diváků.

## Umístění v jednotlivých sezonách
Stručný přehled
Zdroj: 
- 1960–1961: Regional Preferente de Aragón
- 1961–1968: Tercera División – sk. 5
- 1968–1970: Tercera División – sk. 3
- 1970–1973: Tercera División – sk. 2
- 1973–1974: Regional Preferente de Aragón
- 1974–1977: Tercera División – sk. 3
- 1977–1984: Segunda División B – sk. 1
- 1984–1986: Tercera División – sk. 4
- 1986–1990: Tercera División – sk. 16
- 1990–1992: Segunda División B – sk. 2
- 1992–1995: Tercera División – sk. 16
- 1995–1996: Segunda División B – sk. 3
- 1996–1997: Segunda División B – sk. 2
- 1997–2001: Tercera División – sk. 16
- 2001–2002: Segunda División B – sk. 2
- 2002–2004: Tercera División – sk. 16
- 2004–2007: Segunda División B – sk. 3
- 2007–2008: Segunda División B – sk. 2
- 2008–2013: Segunda División
- 2013–2015: Segunda División B – sk. 2
- 2015–2018: Segunda División
- 2018–2019: Primera División
- 2019– : Segunda División

Jednotlivé ročníky
Zdroj: 
Legenda: Z – zápasy, V – výhry, R – remízy, P – porážky, VG – vstřelené góly, OG – obdržené góly, +/− – rozdíl skóre, B – body, zlaté podbarvení – 1. místo, stříbrné podbarvení – 2. místo, bronzové podbarvení – 3. místo, červené podbarvení – sestup, zelené podbarvení – postup, fialové podbarvení - reorganizace, změna skupiny či soutěže
| Španělsko (1960 – ) |                               |        |     |     |     |     |     |     |      |     |        |
| Sezóny              | Liga                          | Úroveň | Z   | V   | R   | P   | VG  | OG  | +/-  | B   | Pozice |
| 1960/61             | Regional Preferente de Aragón | 4      | ... | ... | ... | ... | ... | ... | ...  | ... |        |
| 1961/62             | Tercera División – sk. 5      | 3      | 30  | 9   | 7   | 14  | 40  | 61  | -21  | 25  | 11.    |
| 1962/63             | Tercera División – sk. 5      | 3      | 28  | 17  | 5   | 6   | 59  | 40  | +19  | 39  | 2.     |
| 1963/64             | Tercera División – sk. 5      | 3      | 30  | 15  | 7   | 8   | 61  | 31  | +30  | 37  | 4.     |
| 1964/65             | Tercera División – sk. 5      | 3      | 30  | 18  | 8   | 4   | 64  | 28  | +36  | 44  | 2.     |
| 1965/66             | Tercera División – sk. 5      | 3      | 28  | 17  | 5   | 6   | 73  | 22  | +51  | 39  | 3.     |
| 1966/67             | Tercera División – sk. 5      | 3      | 30  | 23  | 6   | 1   | 71  | 16  | +55  | 52  | 1.     |
| 1967/68             | Tercera División – sk. 5      | 3      | 30  | 21  | 7   | 2   | 79  | 19  | +60  | 49  | 1.     |
| 1968/69             | Tercera División – sk. 3      | 3      | 38  | 17  | 8   | 13  | 57  | 52  | +5   | 42  | 9.     |
| 1969/70             | Tercera División – sk. 3      | 3      | 38  | 20  | 9   | 9   | 74  | 40  | +34  | 49  | 5.     |
| 1970/71             | Tercera División – sk. 2      | 3      | 38  | 12  | 11  | 15  | 46  | 51  | -5   | 35  | 13.    |
| 1971/72             | Tercera División – sk. 2      | 3      | 38  | 16  | 6   | 16  | 49  | 51  | -2   | 38  | 12.    |
| 1972/73             | Tercera División – sk. 2      | 3      | 38  | 14  | 8   | 16  | 57  | 47  | +10  | 36  | 13.    |
| 1973/74             | Regional Preferente de Aragón | 4      | 38  | 31  | 4   | 3   | 125 | 18  | +107 | 66  | 1.     |
| 1974/75             | Tercera División – sk. 3      | 3      | 38  | 12  | 10  | 16  | 47  | 48  | -1   | 34  | 16.    |
| 1975/76             | Tercera División – sk. 3      | 3      | 38  | 19  | 9   | 10  | 64  | 39  | +25  | 47  | 2.     |
| 1976/77             | Tercera División – sk. 3      | 3      | 38  | 14  | 11  | 13  | 47  | 41  | +6   | 39  | 8.     |
| 1977/78             | Segunda División B – sk. 1    | 3      | 38  | 14  | 8   | 16  | 56  | 53  | +3   | 36  | 12.    |
| 1978/79             | Segunda División B – sk. 1    | 3      | 38  | 13  | 11  | 14  | 42  | 44  | -2   | 37  | 13.    |
| 1979/80             | Segunda División B – sk. 1    | 3      | 38  | 11  | 10  | 17  | 35  | 52  | -17  | 32  | 14.    |
| 1980/81             | Segunda División B – sk. 1    | 3      | 38  | 10  | 11  | 17  | 45  | 56  | -11  | 31  | 17.    |
| 1981/82             | Segunda División B – sk. 1    | 3      | 38  | 11  | 12  | 15  | 41  | 58  | -17  | 34  | 16.    |
| 1982/83             | Segunda División B – sk. 1    | 3      | 38  | 14  | 9   | 15  | 42  | 45  | -3   | 37  | 12.    |
| 1983/84             | Segunda División B – sk. 1    | 3      | 38  | 9   | 6   | 23  | 33  | 68  | -35  | 24  | 19.    |
| 1984/85             | Tercera División – sk. 4      | 4      | 38  | 21  | 11  | 6   | 62  | 34  | +28  | 53  | 1.     |
| 1985/86             | Tercera División – sk. 4      | 4      | 38  | 19  | 11  | 8   | 70  | 44  | +26  | 49  | 2.     |
| 1986/87             | Tercera División – sk. 16     | 4      | 38  | 16  | 8   | 14  | 61  | 51  | +10  | 40  | 7.     |
| 1987/88             | Tercera División – sk. 16     | 4      | 38  | 20  | 5   | 13  | 69  | 40  | +29  | 45  | 7.     |
| 1988/89             | Tercera División – sk. 16     | 4      | 38  | 20  | 6   | 12  | 66  | 40  | +26  | 46  | 4.     |
| 1989/90             | Tercera División – sk. 16     | 4      | 38  | 27  | 9   | 2   | 73  | 21  | +52  | 63  | 1.     |
| 1990/91             | Segunda División B – sk. 2    | 3      | 38  | 12  | 10  | 16  | 39  | 51  | -12  | 34  | 13.    |
| 1991/92             | Segunda División B – sk. 2    | 3      | 38  | 7   | 11  | 20  | 41  | 68  | -27  | 25  | 18.    |
| 1992/93             | Tercera División – sk. 16     | 4      | 38  | 26  | 8   | 4   | 84  | 32  | +52  | 60  | 1.     |
| 1993/94             | Tercera División – sk. 16     | 4      | 38  | 24  | 12  | 2   | 97  | 24  | +73  | 60  | 1.     |
| 1994/95             | Tercera División – sk. 16     | 4      | 38  | 24  | 12  | 2   | 87  | 27  | +60  | 60  | 2.     |
| 1995/96             | Segunda División B – sk. 3    | 3      | 38  | 11  | 10  | 17  | 40  | 50  | -10  | 43  | 15.    |
| 1996/97             | Segunda División B – sk. 2    | 3      | 38  | 13  | 7   | 18  | 30  | 53  | -23  | 46  | 16.    |
| 1997/98             | Tercera División – sk. 16     | 4      | 38  | 11  | 4   | 23  | 49  | 65  | -16  | 37  | 17.    |
| 1998/99             | Tercera División – sk. 16     | 4      | 38  | 16  | 13  | 9   | 63  | 49  | +14  | 61  | 5.     |
| 1999/00             | Tercera División – sk. 16     | 4      | 38  | 22  | 6   | 10  | 86  | 50  | +36  | 72  | 2.     |
| 2000/01             | Tercera División – sk. 16     | 4      | 40  | 21  | 12  | 7   | 69  | 35  | +34  | 75  | 4.     |
| 2001/02             | Segunda División B – sk. 2    | 3      | 38  | 10  | 5   | 23  | 37  | 58  | -21  | 35  | 19.    |
| 2002/03             | Tercera División – sk. 16     | 4      | 40  | 24  | 9   | 7   | 68  | 34  | +34  | 81  | 2.     |
| 2003/04             | Tercera División – sk. 16     | 4      | 40  | 19  | 16  | 3   | 69  | 28  | +41  | 73  | 4.     |
| 2004/05             | Segunda División B – sk. 3    | 3      | 38  | 11  | 16  | 11  | 36  | 40  | -4   | 49  | 10.    |
| 2005/06             | Segunda División B – sk. 3    | 3      | 38  | 10  | 12  | 16  | 30  | 43  | -13  | 42  | 16.    |
| 2006/07             | Segunda División B – sk. 3    | 3      | 38  | 18  | 8   | 12  | 44  | 33  | +11  | 62  | 2.     |
| 2007/08             | Segunda División B – sk. 2    | 3      | 38  | 18  | 13  | 7   | 45  | 27  | +18  | 67  | 2.     |
| 2008/09             | Segunda División              | 2      | 42  | 13  | 14  | 15  | 47  | 46  | +1   | 53  | 11.    |
| 2009/10             | Segunda División              | 2      | 42  | 12  | 16  | 14  | 36  | 40  | -4   | 52  | 13.    |
| 2010/11             | Segunda División              | 2      | 42  | 13  | 16  | 13  | 39  | 45  | -6   | 55  | 14.    |
| 2011/12             | Segunda División              | 2      | 42  | 14  | 9   | 19  | 49  | 63  | -14  | 51  | 13.    |
| 2012/13             | Segunda División              | 2      | 42  | 11  | 12  | 19  | 46  | 58  | -12  | 45  | 21.    |
| 2013/14             | Segunda División B – sk. 2    | 3      | 38  | 18  | 9   | 11  | 52  | 43  | +9   | 63  | 7.     |
| 2014/15             | Segunda División B – sk. 2    | 3      | 38  | 20  | 9   | 9   | 61  | 30  | +31  | 69  | 1.     |
| 2015/16             | Segunda División              | 2      | 42  | 14  | 13  | 15  | 48  | 49  | -1   | 55  | 12.    |
| 2016/17             | Segunda División              | 2      | 42  | 16  | 15  | 11  | 53  | 43  | +10  | 63  | 6.     |
| 2017/18             | Segunda División              | 2      | 42  | 21  | 12  | 9   | 61  | 40  | +21  | 75  | 2.     |
| 2018/19             | Primera División              | 1      | 38  | 7   | 12  | 19  | 43  | 65  | -22  | 33  | 19.    |
| 2019/20             | Segunda División              | 2      | 42  |     |     |     |     |     |      |     |        |